# Consonante apical
Una consonante apical es un sonido consonántico producido obstruyendo el paso del aire mediante el ápice de la lengua (es decir la punta de la lengua). Este tipo de articulación difiere del de las laminares en las que la obstrucción se produce con la lámina (tercio anterior de la lengua, situado justo detrás del ápice).
No es muy frecuente el contraste entre consonantes apicales y laminales o apicales y predorsales; frecuentemente las lenguas que presentan este tipo de contraste lo restringen a las africadas. En español del siglo XVI existió esta diferencia entre /s̺/ (apical) y /s̻/ (laminar) (esta última dio origen en el centro y norte de España a /θ/, mientras que en América, Canarias, gran parte de Andalucía y Extremadura se conservó dicha sibilante sin cambios, pero la apical se transformó en laminar). Algunas variantes de árabe, incluyendo el árabe de Hadhramaut, articula [t̻] como laminar, pero [d̺] como apical.
El euskera tiene también este contraste en las sibilanes alveolares, y también el serbocroata. En chino mandarín se usan este contraste como rasgo adicional dentro de las postaveolares (eso diferencia a las "alveo-palatales" de las "retroflejas"). El st'at'imcets usa el contraste apical como rasgo secundario para las africadas velarizadas y no-velarizadas. El contraste entre apicales y laminares es también común en lenguas australianas en las nasales, las oclusivas y las laterales.
En el Alfabeto Fonético Internacional, el diacrítico para las consonantes apicales es / ◌̺ /.